# マナス

ビシュケクのマナス記念像

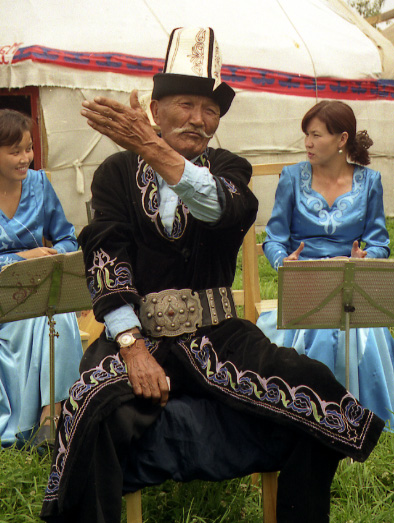
マナスチのシャービ・アズィゾフ

『マナス』（キルギス語: Манас）は、キルギスに伝わる民族叙事詩である。また、その主人公たる勇士の名でもある。叙事詩『マナス』はマナスチ（またはマナスチュ、Манасчы, Manaschi）と呼ばれる語り手、演唱者によって語られる。
口承された数十万行にも及ぶ壮大な民族叙事詩で、ホメロスの『イリアス』や『オデュッセイア』、古代インドの『マハーバーラタ』などよりもはるかに長い。『ギネス世界記録』では世界で最も長い詩と認定され、50万行以上の長さがあると紹介されている。伝承では古くより存在したと言われているが、実際に現在の形に成立したのは18世紀ごろと考えられている。

## 内容
英雄マナスから始まり、その子セメテイ、孫セイテクと続く、計8代の事跡をうたう。クタイ（中華系）人とカルマク（オイラト族）人との戦いが叙事詩の主要なテーマになっている。特徴的なのは、叙事詩の伝承であると共に、物語の類型化（「限度内の変化の原則」）による演唱者の創作的要素もある。

## 歴史
口伝としての『マナス』の生まれた時代は、7世紀から10世紀に生まれた説や、15世紀から18世紀の出来事を表しているとする説など諸説がある。15世紀の初期に『マナス』について触れた文献があるが、1885年までは書物になることはなかった。
19世紀後半、帝政ロシアのカザフ系軍人で探検家チョカン・ワリハーノフ（Чокан Чингисович Валиханов）とテュルク系研究者ラシリー・ラドロフ（Vasily Radlov）が民間歌手の口頭から初めて文字として記録した。
現在、中国新疆ウイグル、キルギス、カザフスタン、アフガニスタンなどのキルギス族居住地域から採集した「マナス」の各種テキストは150種余あるとされている。
20世紀初期にはカクシャール（天山山脈）の谷あいに住むキルギス族のあいだでは、「マナス」を吟唱するブームが起き、マナスチになることが多くの若者の目標となっていた。
2009年に中国のマナス、2013年にキルギスのマナスがそれぞれユネスコの無形文化遺産に登録された。

## マナスチ
体表的なマナスチとしては、古くはマナスと共に生活し遠征したエルチ・ウウル（Irqi―Uul）や、19世紀から20世紀初頭のキルギスにいたテニベク・ジャピ（Tınıbek Japıy uulu/Тыныбек Жапый уулу）などがいる。20世紀にキルギスから新疆ウイグルにまたがる地域には多くのマナスチがおり、有名なマナスチにはサグムバイ・オロズバコフ (Sagimbai Orozbakov、薩恩拝・奥諾孜巴克）、サヤクバイ・カララエフ （Sayakbai Karalaev、薩雅克拝・卡拉拉耶夫）、シャービ・アズィゾフ (Shaabai Azizov)、カバ・アタベコフ (Kaba Atabekov)、セデネ・モルドコーヴァ (Seidene Moldokova) などがいる。中華人民共和国新疆ウイグル自治区ではジュスパクン・アパイ（居素朴阿昆・阿依、Jüsüpakhun Apay）、イブライム・アクンベク（額布拉音・阿昆別克、Ibirayim Akhunbek）、アシマト・マムベトジュスプ（艾什瑪特・瑪木別特居素普、Eshmat Mambetjüsüp）などがいた。特に、新疆ウイグルではジュスプ・ママイ (居素普・瑪瑪依、Jusup Mamay／Yusup Mamai)が傑出していた。
サグムバイ・オロズバコフによるマナスの写本は2023年に世界の記憶に登録された。

## 命名
- マナス国際空港 - 首都ビシュケクの国際空港。
- マナス - ロシア（当時はキルギスと共にソ連）のチェルヌイフが発見した小惑星。
- マナス勲章（キルギス語版、英語版） - キルギス最高位の勲章。

## 日本語訳
- 訳：若松寛
- 若松寛 訳『マナス : キルギス英雄叙事詩』（全3冊）平凡社〈東洋文庫〉、2001年。
  - 『マナス 少年篇―キルギス英雄叙事詩』（2001年、ISBN 978-4582806946）
  - 『マナス 青年篇―キルギス英雄叙事詩』（2003年、ISBN 978-4582807172）
  - 『マナス 壮年篇―キルギス英雄叙事詩』（2005年、ISBN 978-4582807400）

## 関連研究
- 胡振華, 西脇隆夫「キルギス族英雄叙事詩「マナス」とその研究」『島根大学法文学部紀要文学科編』第7巻第1号、島根大学法文学部、1984年。
- 胡振華, 西脇隆夫「英雄叙事詩「マナス」の研究(1)」『島根大学法文学部紀要文学科編』第15巻第1号、島根大学法文学部、1991年、75-108頁。
- ジュプスママイ, 胡振華, 西脇隆夫「英雄叙事詩「マナス」の研究(2)」『島根大学法文学部紀要文学科編』第17巻第1号、島根大学法文学部、1992年、111-143頁。
- 西脇隆夫「英雄叙事詩「マナス」の研究(3)」『島根大学法文学部紀要文学科編』第21巻、島根大学法文学部、1994年、113-139頁。
- 西脇隆夫「キルギス族英雄叙事詩「マナス」第一部（一）」『名古屋学院大学論集 言語・文化篇』第22巻第2号、名古屋学院大学総合研究所、2011年、98-112頁、doi:10.15012/00000729。